# Gray-la-Ville
Gray-la-Ville är en kommun i departementet Haute-Saône i regionen Bourgogne-Franche-Comté i östra Frankrike. Kommunen ligger i kantonen Gray som tillhör arrondissementet Vesoul. År 2022 hade Gray-la-Ville 928 invånare.

## Befolkningsutveckling
Antalet invånare i kommunen Gray-la-Ville
| Referens: INSEE |